# روبات (فیلم ۲۰۱۰)
روبات (تامیلی: எந்திரன்؛ هندی: रोबोट) یک فیلم علمی تخیلی اکشن هندی به کارگردانی اس شانکار و محصول سال ۲۰۱۰ میلادی است.